# José María Díaz Sanjurjo
San José María Díaz Sanjurjo (O.P.) (Suegos, Pol, 25 de octubre de 1818 - Nam Định, Vietnam, 20 de julio de 1857), en su momento también conocido en vietnamita como Duc-Thay-An y actualmente como San An, An o José An, fue un santo, obispo y mártir español de la Iglesia católica.

## Biografía
Nacido en la parroquia de Santa Eulalia de Suegos, el mayor de seis hijos de José Díaz y Josefa Sanjurjo, pareja acomodada que pudo educar bien a su hijo. Ingresó a los diez años en el Seminario de Lugo y más tarde pasó a la Universidad de Santiago de Compostela, donde estudió Teología y Leyes. Con la oposición de su padre, ingresó en Ocaña el 24 de septiembre de 1842 en la Orden de Predicadores (Dominicos).
Partió de Cádiz como jefe de misión hacia Filipinas, llegando a Manila el 14 de septiembre de 1844, donde ejerció de profesor en la Universidad Pontificia de Manila. A los seis meses, a petición propia, fue enviado a Tonkín, en Vietnam, llegando a Macao el 2 de febrero de 1845 y a Tonkín el 12 de septiembre de ese mismo año.
En Vietnam adoptó un nombre local, Đức Thầy An, y aprendió vietnamita y la cultura local. Se encargó, con ayuda de varios sacerdotes indígenas locales, de administrar a los católicos de varios pueblos, siete conventos y un seminario menor en Nam-An. En 1848 realizaron en el área de su responsabilidad «bautismos de párvulos, 9 089; de adultos, 847; de niños, hijos de infieles, 13 506; confesiones oídas, 152 973; comuniones, 138 433; extremaunciones administradas, 3 080; matrimonios celebrados, 1 766».
En 1849 se dividió el vicariato apostólico de Tonkín oriental, cuyo vicario era san Jerónimo Hermosilla y su coadjutor Domingo Martí, en dos: Tonkín oriental y Tonkín central. Tonkín oriental mantuvo su vicario, Jerónimo Hermosilla, y se nombró como coadjutor al padre  Hilario Alcázar, mientras que en Tonkín oriental se nombró como vicario a Domingo Martí y como coadjutor a Díaz Sanjurjo. Con esta reforma también se nombró a Díaz Sanjurjo obsipo de Platea, una ciudad en Beocia (Grecia). Al poco tiempo falleció Domingo Martí, pasando Díaz Sanjurjo a tomar el cargo de vicario y nombrando a Melchor García Sampedro como coadjutor, con la dignidad de obispo de Tricomia.
Desde su llegada Díaz Sanjurjo tuvo que enfrentarse a la persecución de las autoridades vietnamitas y el 21 de mayo de 1856 fue tomado preso por las tropas reales en su residencia de Bui-Chu. Desde allí fue enviado a Tuan-Phu y posteriormente a Nam-Dinh, capital de la provincia meridional, desde donde escribió:

Carísimos señores y hermanos míos: salud y gracia.

Este pecador rictus in Domino, saluda y se despide de todos hasta la gloria. Perdón les pido de todos los disgustos y ofensas. Este cepo y cadenas son regalados adornos llevados por Jesús. Mi alma regresa, esperando que mi sangre se derrame, y unida con la que nuestro amable Redentor vertió en el Calvario, purifique todas mis iniquidades. Confío me ayudarán con fervorosas oraciones a conseguir el don de fortaleza y perseverancia final. Supongo que me restan pocos días, pero entre estos leopardos-sanguijuelas se hacen ellos muy largos. ¡Ojalá sean el purgatorio de mis pecados! Escribo con una rajita de caña en la hoja de un libro y no puedo alargar ésta. Mi declaración no compromete a nadie, y la verdad queda salva. Hay mucho empeño en coger al P. Trac [religioso indígena de la Orden]. Me prometían salvar la vida de ambos, se le hiciera presentarse, y me vi comprometido para evitar sus preguntas sin ofender a la verdad; gracias al Señor, ya salí del apuro, y ahora si me preguntan, les respondo ‘ad ephesios’. Adiós, amigos, por última vez. Cárcel de Nam-Ding y mayo 28 del 1857. Fr.

José María

El 20 de julio de 1857 se le ató a una estaca para ser decapitado y al segundo golpe del verdugo cayó la cabeza, que fue expuesta en una cesta. El cuerpo fue arrojado al río, pero la cabeza fue rescatada y enviada al convento de Santo Domingo de Ocaña, donde llegó el 27 de septiembre de 1891. Fue beatificado en 1951 por Pío XII y nombrado santo por Juan Pablo II en 1988.
En respuesta a su ejecución y la de otros misioneros, Francia llevó a cabo sus primeras incursiones militares en Vietnam, con la colaboración de España, comprometida en el Tratado de la Cuádruple Alianza.

## Obra
- Resumen histórico de los principales sucesos ocurridos en las misiones de Tonkin, Manila, 1858
- Cuatro relaciones sobre la Misión de Tonkin (1853-1858), Manila, 1858
- Relación del Estado de la Misión (Tonkin), 1854 (impresa en Manila, 1858)
- «Cartas a familiares, religiosos y amigos», en G. Marcos, Historia de las Misiones de la provincia del Rosario en Tonking, Ávila, 1927, y en Cartas Pastorales y Circulares a los cristianos, MV IV, págs. 252-253.